# René Müller (labdarúgó, 1974)
René Müller (Minden, 1974. május 19. –) német labdarúgócsatár.